# 短距香茶菜
短距香茶菜（学名：Isodon brevicalcaratus），为唇形科香茶菜属下的一个种。